# Мононгахила (Пенсилванија)
Мононгахила (енгл. Monongahela) град је у америчкој савезној држави Пенсилванија. По попису становништва из 2010. у њему је живело 4.300 становника.

## Демографија
Према попису становништва из 2010. у граду је живело 4.300 становника, што је 461 (9,7%) становника мање него 2000. године.
| Група             | 2000.         | 2010.         |
| Белци             | 4.499 (94,5%) | 4.034 (93,8%) |
| Афроамериканци    | 155 (3,3%)    | 112 (2,6%)    |
| Азијати           | 9 (0,2%)      | 21 (0,5%)     |
| Хиспаноамериканци | 34 (0,7%)     | 49 (1,1%)     |
| Укупно            | 4.761         | 4.300         |